# Trebče
Trebče este o localitate din comuna Bistrica ob Sotli, Slovenia, cu o populație de 252 de locuitori.